# Camponotus tashcumiri
Camponotus tashcumiri é uma espécie de inseto do gênero Camponotus, pertencente à família Formicidae.